# Anton Hammerl
Anton Hammerl (Johannesburg, 12 december 1969 – Libië, 5 april 2011) was een Zuid-Afrikaans fotojournalist die buiten Brega werd neergeschoten en vermoord door troepen die Muammar Gaddafi volgden. Hammerl versloeg op dit moment de Eerste Libische Burgeroorlog.

## Persoonlijke achtergrond
Hammerl studeerde aan King Edwards Primary en Roosevelt Highschool. Hij begon zijn carrière in de fotojournalistiek, toen zijn fotografische studie in de vroege jaren 1990 eindigde. Hammerl diende ook in Angola voor de South African Defence Force. Na het voltooien van dienstplicht schreef hij zich in bij Pretoria Technikon om fotografie te studeren.
In 2003 trouwde Hammerl en kreeg twee kinderen met zijn vrouw. Hij had tevens een dochter uit een eerdere relatie.

## Professionele achtergrond
In 1992 begon Hammerl te werken als freelance fotojournalist voor The Star, waar hij zijn collega en mentor Ken Oosterbroek ontmoette. Na zijn werk voor The Star begon Hammerl als freelancer voor Associated Press, en versloeg de democratisering van Zuid-Afrika aan het einde van de apartheid. In 1995 begon Hammerl, terwijl hij zijn werk voor The Star voortzette, te werken als senior fotograaf voor de onafhankelijke Zuid-Afrikaanse kranten de Star Saturday en de Sunday Independent. In 2001 werd hij de afbeeldingseditor en hoofd-fotograaf van Star Saturday Van 2006 tot aan zijn dood in 2011 werkte hij weer als freelance fotojournalist in Londen.

## Overlijden
Volgens berichten in de media werd Hammerl samen met drie andere verslaggevers op de ochtend van 11 april 2001 aangevallen door Libische soldaten die hen in een afgelegen woestijngebied buiten Brega neerschoten. Na zijn dood werd de familie van Hammerl door het regime-Gaddafi verteld dat hij nog leefde en veilig was, maar wel werd vastgehouden in Libië. Zijn gezin hoorde op 19 mei over zijn overlijden, na de vrijlating van de groep journalisten die bij Hammerl waren toen hij werd gedood.
Hammerl was een van de vijf journalisten die werden gedood tijdens de burgeroorlog in Libië. Zijn stoffelijke overschot is tot nu toe nog niet gevonden.